# Mount Pleasant, Michigan
Mount Pleasant este un oraș, care este sediul comitatului Isabella, statul  Michigan,  Statele Unite ale Americii. GR6 Conform datelor furnizate de Census 2000, populația orașului fusese de 25,946. O estimare din anul 2008, ridica populația localității la 26.675 de locuitori.
O parte din populația orașului (mai exact 8.741 de locuitori, conform Census 2000) se găsește pe teritoriul rezervației amerindiene cu nume omonime, Isabella Indian Reservation, locul unde se găsește Soaring Eagle Casino. Orașul este, de asemenea, gazda campusului universitar principal al Universității din centrul [statului] Michigan (conform originalului, Central Michigan University.

## Personalități marcante
- John Engler, fost guvernator al statului Michigan
- Dan Pohl, jucător de golf profesionist
- Kelly Robbins, jucător profesionist de golf

## Orașe înfrățite
- Okaya, Japonia,
- Valdivia, Chile [4]